# Gabriele Sartori
Gabriele Sartori al secolo Candido Giacomo (Pedemonte, 24 ottobre 1901 – Gura, 24 marzo 1990) è stato un religioso e militare italiano, fondatore della diocesi cattolica di Emdeber in Etiopia.

## Biografia

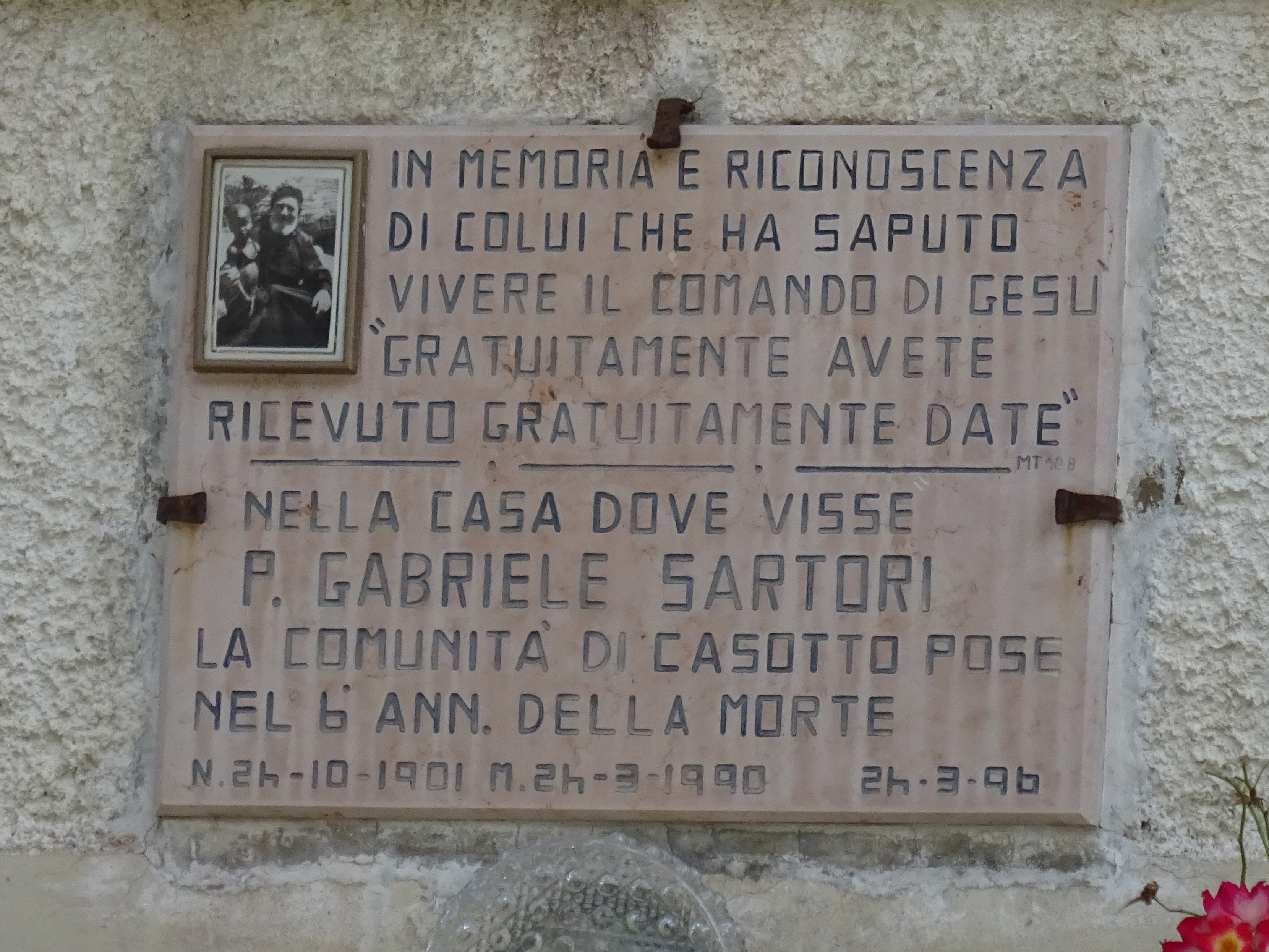
Targa sulla casa natale a Casotto, frazione di Pedemonte

Giovanissimo, nel 1919, entrò nell'ordine dei cappuccini presso il convento di Trento, ma ben presto lasciò la vita clericale per arruolarsi volontario nelle squadre d'assalto della Legione trentina di Gabriele D'Annunzio impegnata nell'impresa di Fiume del 1920-'21. Emigrato in Francia lavorò in miniera e in una birreria, quindi si trasferì in Spagna, dove, nel 1925, ottenne l'arruolamento nella neo costituita Legione spagnola di José Millán-Astray prestandovi servizio in Marocco fino al 1929. 
Attratto nuovamente dalla vita religiosa, Sartori rimpatriò nel 1930, vestì il saio e fu ordinato sacerdote in Trento. Nel 1936 fu missionario in Etiopia presso la missione di Embeder: qui, il 10 aprile 1938, sfuggì all'assalto di una banda di ribelli che dopo aver saccheggiato e bruciato ogni cosa causarono la morte di due religiosi trentini e un civile. Nel 1940, con lo scoppio della seconda guerra mondiale, padre Sartori fu internato in un campo di concentramento inglese dal quale riuscì a fuggire e, dopo un rocambolesco viaggio, raggiunse il porto di Brindisi nel 1943. Impegnato nella lotta contro la schiavitù a cui era soggetta la popolazione locale, è riconosciuto come il fondatore della diocesi cattolica di Embeder. Morì nel 1990 in Etiopia, mentre si trovava a Gura.